# 乙級戰犯
乙級戰犯指犯有「戰爭罪行」，一般指控包括「下令、准許或容許虐待戰俘或平民」或「故意或魯莽疏忽責任，未有阻止暴行」。部份甲級戰犯同時有被控以此「戰爭罪行」。